# Semiothisa spinata
Semiothisa spinata är en fjärilsart som beskrevs av Mcdunnough 1939. Semiothisa spinata ingår i släktet Semiothisa och familjen mätare. Inga underarter finns listade i Catalogue of Life.